# Eschtemoa

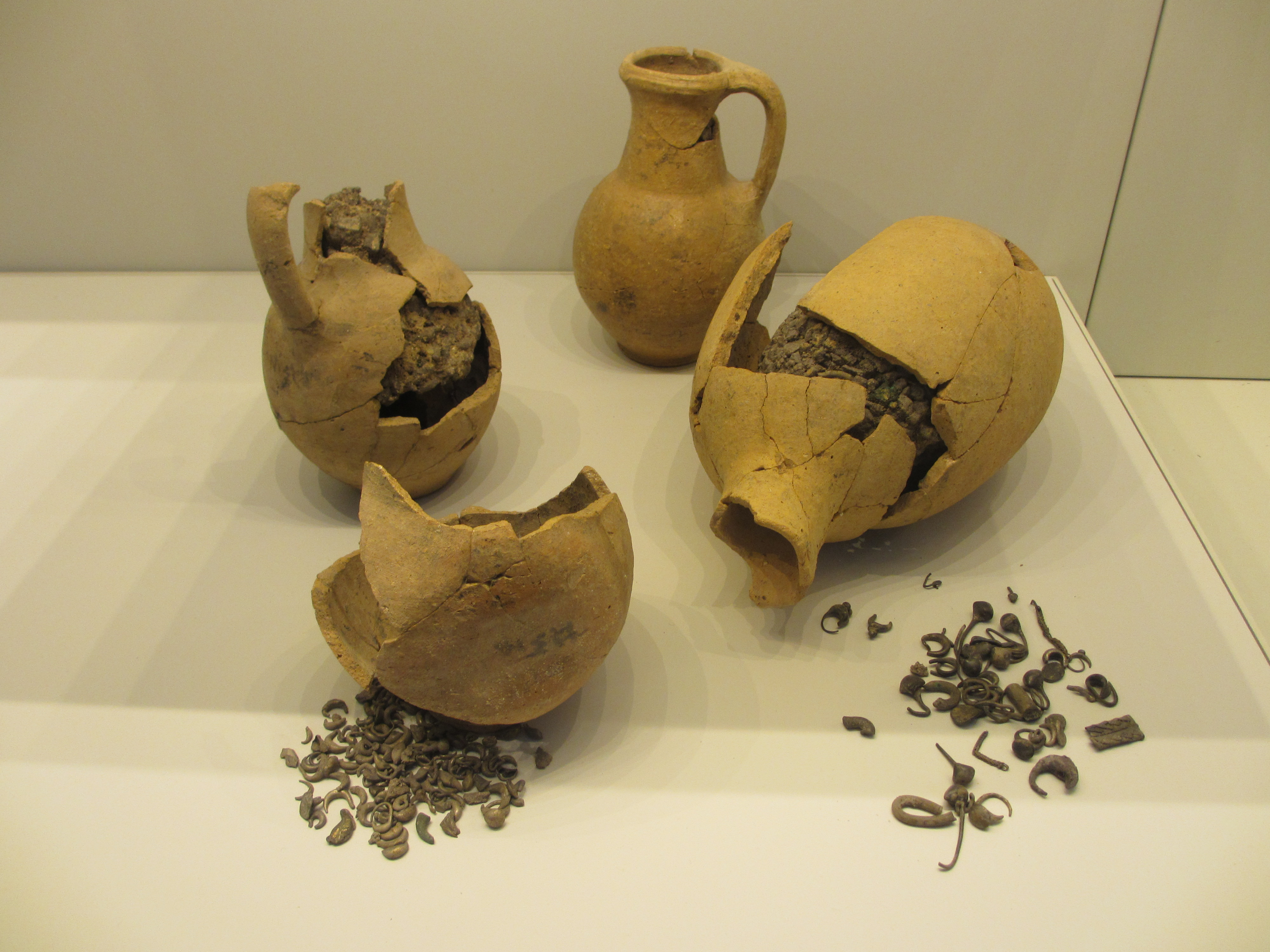
Eisenzeitlicher Silberschatz (Israel Museum)

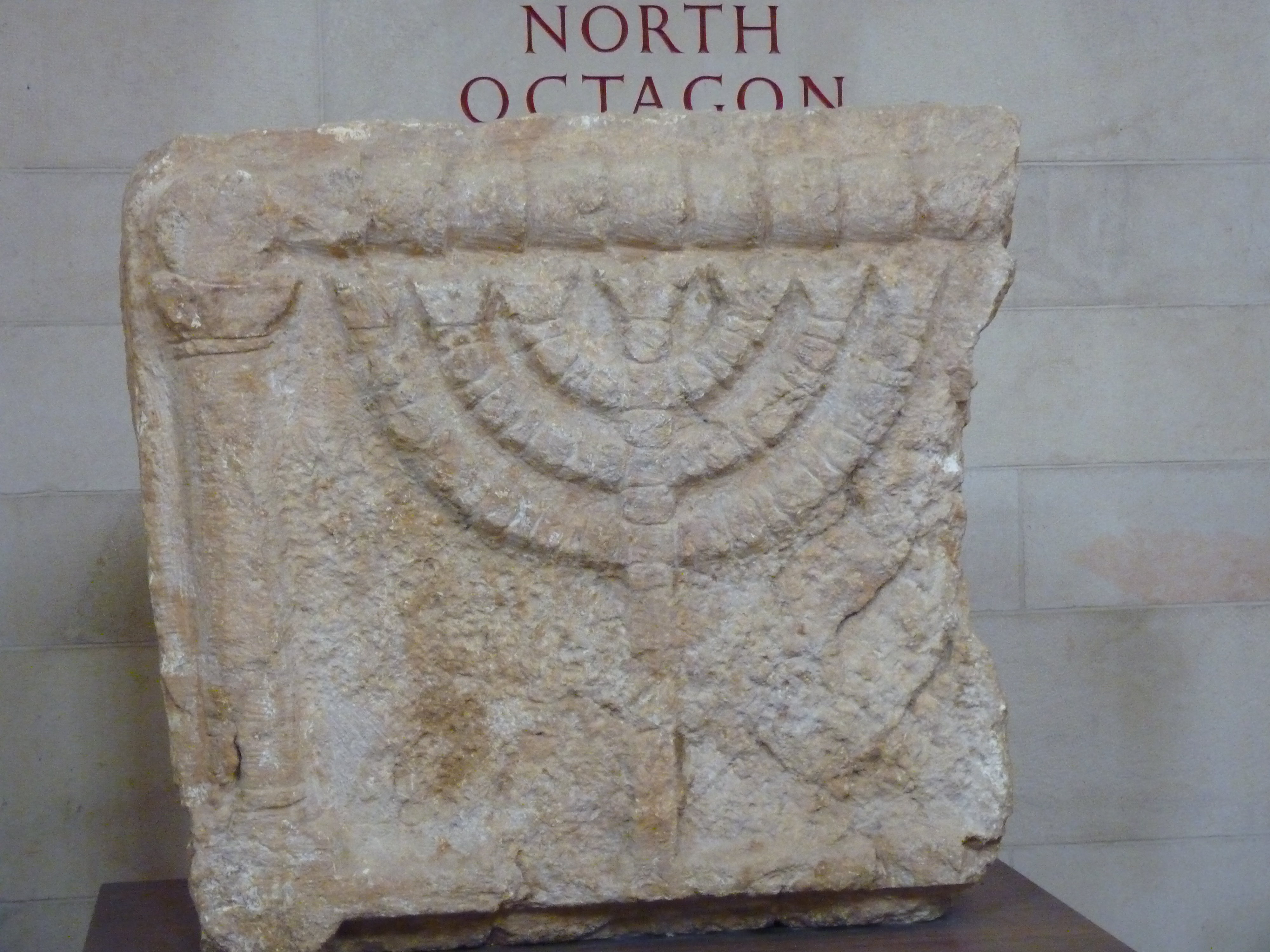
Steinrelief mit Menora (Rockefeller-Museum)

Eschtemoa (hebräisch אשׁתמע ’Eshtemoa‘) ist ein in der Hebräischen Bibel mehrfach erwähnter Ort im Hochland von Hebron (südlicher Teil des Judäischen Berglands). In römischer und byzantinischer Zeit war Eschtemoa ein großes jüdisches Dorf (Schreibweisen im Onomastikon des Eusebius: Ασθεμω, Εσθεμω, Εσθαμα). Die Identifikation mit dem Dorf Samū‛ im Westjordanland gilt als gesichert. Samū‘ befindet sich etwa 15 Kilometer südlich von Hebron in strategisch günstiger Lage, da der Ort im Norden und Osten durch tiefe Täler geschützt ist, zugleich aber Zugang zu einem wichtigen historischen Verkehrsweg, der Nord-Süd-Verbindung Sichem – Hebron – Arad, hat.

## Antike Synagoge
Nachdem schon früheren Besuchern des Dorfes antike Spolien aufgefallen waren, lokalisierten Leo Arye Mayer und Adolf Reifenberg die Synagoge 1934 am höchsten Punkt des Ortes und gruben sie 1935–1936 im Auftrag der Hebräischen Universität aus. In den Jahren 1969–1970 leitete Zeev Yeivin Rettungsgrabungen und Restaurierungen.
Die Synagoge von Eschtemoa, ein Bau des 3./4. Jahrhunderts, folgt dem Breithaus-Typ. Von einem plattenbelegten Vorhof aus führen zwei Treppenstufen zum Narthex mit einer in Resten vorhandenen Säulenreihe. Durch ein wieder aufgebautes Hauptportal betritt der Besucher einen Synagogenraum mit den Innenmaßen 21 × 11 m. Die Seitenwände stehen noch bis zu einer Höhe von 8,5 m. An der Nordwand (also Richtung Jerusalem) befand sich ein Steinpodium (Bima) mit einer Grundfläche von etwa 1,5 × 4,5 m. In gut 2 Metern Höhe erkennt man darüber drei in die Wand eingelassene Nischen; die mittlere war der Toraschrein.

## Silberschatz
1971 kam bei Restaurierungsarbeiten im nordwestlichen Nebenraum der Synagoge ein eisenzeitlicher Silberschatz ans Licht. Fünf Krüge enthielten insgesamt etwa 26 Kilo Silber: Ringe, Blätter, Fäden, Schmuck, Halbmonde, Klumpen. Der Zweck dieser Deponierung ist unbekannt. Es kann sich um ein Versteck im Zusammenhang mit dem Feldzug Sanheribs (701 v. Chr.) handeln.